# Мертон (Вісконсин)
Мертон (англ. Merton) — селище (англ. village) в США, в окрузі Вокеша штату Вісконсин. Населення — 3441 особа (2020).

## Географія
Мертон розташований за координатами 43°8′37″ пн. ш. 88°18′44″ зх. д. / 43.14361° пн. ш. 88.31222° зх. д. (43.143682, -88.312344).  За даними Бюро перепису населення США в 2010 році селище мало площу 7,97 км², з яких 7,78 км² — суходіл та 0,19 км² — водойми.

## Демографія
Згідно з переписом 2010 року, у селищі мешкало 3346 осіб у 1020 домогосподарствах у складі 934 родин. Густота населення становила 420 осіб/км².  Було 1054 помешкання (132/км²).
Расовий склад населення:
| - 95,5 % — білих - 1,5 % — азіатів - 0,7 % — чорних або афроамериканців - 0,3 % — корінних американців - 0,1 % — вихідців з тихоокеанських островів |

До двох чи більше рас належало 1,3 %. Частка іспаномовних становила 2,2 % від усіх жителів.
За віковим діапазоном населення розподілялося таким чином: 34,8 % — особи молодші 18 років, 59,8 % — особи у віці 18—64 років, 5,4 % — особи у віці 65 років та старші. Медіана віку мешканця становила 37,8 року. На 100 осіб жіночої статі у селищі припадало 107,8 чоловіків;  на 100 жінок у віці від 18 років та старших — 101,6 чоловіків також старших 18 років.
Середній дохід на одне домашнє господарство  становив 173 145 доларів США (медіана — 151 818), а середній дохід на одну сім'ю — 181 876 доларів (медіана — 162 250). Медіана доходів становила 107 375 доларів для чоловіків та 66 905 доларів для жінок. За межею бідності перебувало 1,8 % осіб, у тому числі 3,3 % дітей у віці до 18 років та 0,0 % осіб у віці 65 років та старших.
Цивільне працевлаштоване населення становило 1864 особи. Основні галузі зайнятості: освіта, охорона здоров'я та соціальна допомога — 20,3 %, виробництво — 18,1 %, науковці, спеціалісти, менеджери — 13,1 %, фінанси, страхування та нерухомість — 12,3 %.